# Powiat Karthaus
Ten artykuł należy dopracować:

przedstawiono sytuację tylko z niemieckiej perspektywy – artykuł powinien być przekrojowy.
Pomóż go poprawić. 
Powiat Karthaus, Powiat Carthaus, Powiat Karthaus (Westpr.), Powiat Karthaus (Westpreußen) (niem. Landkreis Karthaus, Kreis Karthaus, Kreis Carthaus, od 1942 Landkreis Karthaus (Westpr.), Kreis Karthaus (Westpr.), Landkreis Karthaus (Westpreußen), Kreis Karthaus (Westpreußen); pol. powiat kartuski) – dawny powiat na terenie Prus istniejący od 1818 do 1920. Należał na początku do rejencji gdańskiej, w prowincji Prusy Zachodnie. Siedzibą powiatu była miejscowość Karthaus. Teren powiatu leży obecnie w województwie pomorskim.

## Historia
Powiat powstał 1 lipca 1818 r. Od 3 grudnia 1829 do 1878 należał do prowincji Prusy. 10 stycznia 1920 po ustaleniach traktatu wersalskiego z części terenów leżących we wschodniej części powiatu, utworzono Wolne Miasto Gdańsk, a tym samym weszły te tereny w skład powiatu Danziger Höhe. 30 listopada 1920 gmina Zukowken została włączona do powiatu Bütow. 26 listopada 1939 powiat włączono do rejencji gdańskiej w okręgu Gdańsk-Prusy Zachodnie. 25 lipca 1942 nazwę powiatu zmieniono na Karthaus (Westpr.).
W 1910 r. w skład powiatu nie wchodziło żadne miasto, tylko 165 gmin.

## Starostowie
- 1.07.1818-1833 (Karl) Michael Groddeck, z siedzibą w Wyczechowie (Fitschkau)
- 24.03.1833-1851 Georg Kasper von Kleist, z siedzibą w Przyjaźni (Rheinfeld)
- 05.1851-1875 (1876?) Gustav Friedrich Eduard Mauve względnie Georg Mauwe
- 01.10.1875-1884 Werner Freiherr von Schleinitz
- 1885	Ernst von Schwichow (kommisaryczny)
- 05.1885 (1884?)-1893 von Krosigk
- 05.1893-1901 Keller
- 1901-1910 Gottfried Hagemann
- 1911-1913 Römhild vel Romhildvon der Regierung in Danzig? (vorläufig),
- 01.01.1914-1919 dr Gustav Simon[1][2]